# Wolfgang Müller (konstnär)

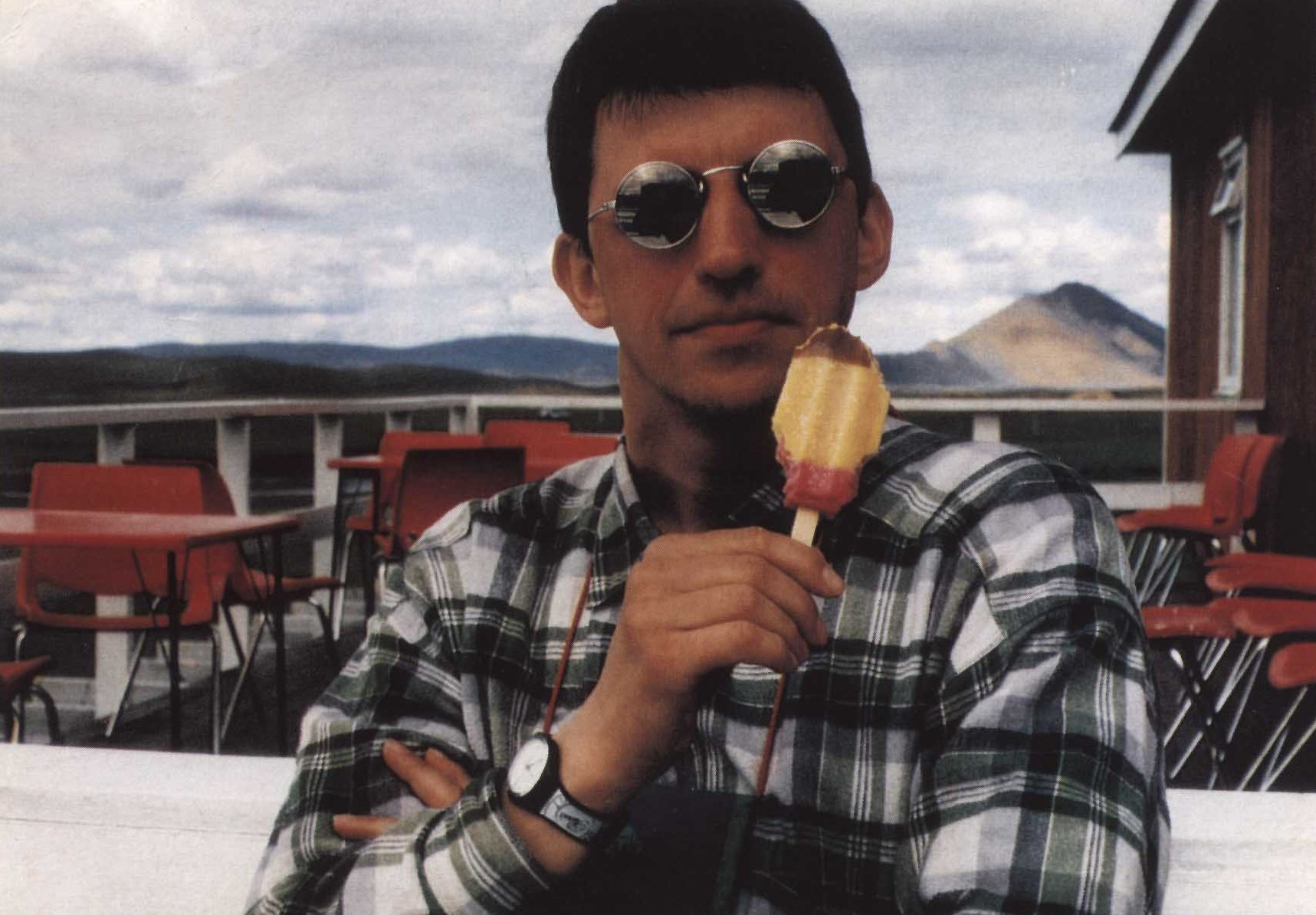
Wolfgang Müller 1995

Wolfgang Müller, född 24 oktober 1957, är en tysk konstnär, framför allt känd som grundaren och huvudmedlemmen i konstpunkbandet Die Tödliche Doris, som han bildade tillsammans med Nikolaus Utermöhlen.
Die Tödliche Doris, som existerade mellan 1980 och 1987, var en av de framträdande grupperna inom den så kallade Geniale Dilletanten-scenen, dit även band som Einstürzende Neubauten, Sprung aus den Wolken och Frieder Butzmann hörde. Die Tödliche Doris uttryckte sig inte bara musikaliskt, utan även inom konst, foto, film, performance och litteratur. Sedan Die Tödliche Doris upplöstes har Wolfgang Müller framför allt arbetat ensam som konstnär och har bland annat intresserat sig för Island och dess kultur, samt varit involverad i olika konstprojekt i Reykjavik och Tyskland som bland annat handlar om älvor och naturväsen på Island.